# AutoUncle
AutoUncle Aps ist ein dänisches Start-up-Unternehmen, das eine Meta-Suchmaschine mit Wertermittlungen für Gebrauchtwagen entwickelt hat.

## Geschichte
Das Unternehmen wurde im Jahr 2010 von zwei Brüdern in Aarhus (Dänemark) gegründet und war Teil des ersten Startupbootcamp in Kopenhagen. Das Start-up wird durch eine Gruppe schwedischer Investoren finanziert. Heute ist das Unternehmen in Dänemark, Schweden, Deutschland, Österreich, Italien, Spanien, Portugal, Polen und Finnland online.
Das Ziel besteht darin, auf dem Gebrauchtwagenmarkt für Transparenz zu sorgen und den Kauf und Verkauf von gebrauchten Fahrzeugen hierdurch attraktiver zu machen.

## Leistungsangebot
AutoUncle durchsucht Gebrauchtwagenportale in Europa und sammelt, vergleicht und bewertet die Fahrzeuganzeigen von Privatpersonen und Händlern auf den jeweiligen Länderseiten. Jedes einzelne Fahrzeug erhält eine kostenlose Bewertung des Preises, als Alternative zur kostenpflichtigen Schwacke-Liste. Die Bewertung geschieht mit Hilfe des AutoScore-Algorithmus, der jede Fahrzeuganzeige im Hinblick auf eine Vielzahl von Sachangaben scannt und diese mit anderen auf dem Markt aktuell zum Verkauf stehenden Fahrzeugen vergleicht. Der AutoScore wird vom dänischen Ministerium für Steuern (SKAT) für die Wertschätzung von Fahrzeugen verwendet.
Darüber hinaus bietet AutoUncle verschiedene Produkte für Autohändler an.

## Zahlen
In Deutschland werden (Stand 2017) mehr als 1,5 Millionen Fahrzeuge von Privatpersonen und Händlern gelistet. In Europa werden insgesamt mehr als 6 Millionen Fahrzeuganzeigen erfasst.